# American-Football-Weltmeisterschaft
Die American-Football-Weltmeisterschaft, offiziell American Football World Cup, IFAF World Cup oder auch IFAF World Championship, ist ein American-Football-Turnier für Nationalmannschaften. Veranstalter ist die IFAF, der Weltverband im American Football. Sie findet seit 1999 regelmäßig alle vier Jahre statt, wobei die Austragungen 2019 und 2023 entfielen. 

## Geschichte
Die Endrunde der ersten American-Football-Weltmeisterschaft fand zwischen dem 24. Juni und 4. Juli 1999 in Palermo, Italien statt. Qualifiziert waren die Nationalmannschaften von Italien, Australien, Finnland, Japan, Mexiko und Schweden. Gespielt wurde zunächst in zwei Gruppen. Anschließend fanden die Platzierungsspiele sowie das Finale statt. Im Spiel um den fünften Platz gewann Australien 10:7 gegen Finnland. Schweden wurde durch ein 38:13 gegen Italien Dritter. Im Endspiel konnte sich Japan mit einem 6:0 gegen Mexiko in der Verlängerung durchsetzen.
Die Endrunde der zweiten American-Football-Weltmeisterschaft fand vom 10. bis 12. Juli 2003 in Hanau und Wiesbaden, Deutschland statt. Qualifiziert waren die Nationalmannschaften von Deutschland, Japan, Frankreich und Mexiko. Die Halbfinalspiele fanden am 10. Juli im Stadion an der Berliner Straße in Wiesbaden statt. Japan besiegte Frankreich mit 23:6 und Mexiko gewann gegen Deutschland 21:17. Die Finalspiele wurden am 12. Juli im Herbert-Dröse-Stadion in Hanau ausgerichtet. Im Spiel um den dritten Platz gewann die deutsche Nationalmannschaft mit 36:7 gegen Frankreich. Im Endspiel konnte sich erneut Japan mit einem 34:14 gegen Mexiko durchsetzen und wurden zum zweiten Mal Weltmeister.
Die dritte Weltmeisterschaft im Jahr 2007 wurde nach Japan vergeben und fand in Kawasaki statt. Die Vereinigten Staaten, als Mutterland der Sportart American Football, nahmen erstmals im Jahr 2007 an einer American-Football-Weltmeisterschaft teil. Zu diesem Zweck wurde eine Nationalmannschaft aus frisch graduierten College-Spielern der NCAA und der NAIA zusammengestellt. Die Mannschaft der US-Amerikaner gewann im Finale gegen die Gastgeber in der Verlängerung.
Die Endrunde der vierten Weltmeisterschaft 2011 wurde vom 8. Juli bis zum 16. Juli 2011 in Österreich ausgetragen. Im Finalspiel, welches vor 20.000 Zuschauern im Wiener Ernst-Happel-Stadion ausgetragen wurde, gewannen die USA gegen Kanada mit 50:7 und verteidigte damit den Weltmeistertitel.
Nachdem die geplante Austragung der American-Football-Weltmeisterschaft 2015 in Schweden aus finanziellen Gründen abgesagt werden musste, sprangen die Vereinigten Staaten als Veranstalter der fünften Auflage des Turniers ein. Vom 8. bis 19. Juli 2015 fand es im Fawcett Stadium in Canton, Ohio statt. Die USA holte zum dritten Mal in Folge den Titel.
Die Weltmeisterschaft 2019 sollte in Australien stattfinden. Aufgrund der vorübergehenden Spaltung des Weltverbands und der relativ weiten Anreise sagten mehrere Top-Nationen das Turnier ab. Die IFAF verschob das Turnier auf 2023 und schrieb die Austragung wegen der Unsicherheiten bezüglich der COVID-19-Pandemie neu aus. Schließlich wurde das Turnier an Deutschland vergeben. Im Oktober 2022 verschob die IFAF wegen der „wirtschaftlichen Situation“ erneut, nun auf 2025. Über den Austragungsort wollten sich IFAF und der deutsche Verband noch verständigen.

## Übersicht der Turniere

### Herren
| Jahr | Austragungsland    | Weltmeister        | Endspielgegner | Ergebnis    |
| ---- | ------------------ | ------------------ | -------------- | ----------- |
| 1999 | Italien            | Japan              | Mexiko         | 06:0 n. V.  |
| 2003 | Deutschland        | Japan              | Mexiko         | 34:14       |
| 2007 | Japan              | Vereinigte Staaten | Japan          | 23:20 n. V. |
| 2011 | Österreich         | Vereinigte Staaten | Kanada         | 50:7        |
| 2015 | Vereinigte Staaten | Vereinigte Staaten | Japan          | 59:12       |
| 2025 |                    |                    |                |             |

### Teilnehmer
|                    | 1999 | 2003 | 2007 | 2011 | 2015 |
| ------------------ | ---- | ---- | ---- | ---- | ---- |
| Australien         | 5    | –    | –    | 8    | 5    |
| Brasilien          | –    | –    | –    | –    | 7    |
| Deutschland        | –    | 3    | 3    | 5    | –    |
| Finnland           | 6    | –    | –    | –    | –    |
| Österreich         | –    | –    | –    | 7    | –    |
| Frankreich         | –    | 4    | 6    | 6    | 4    |
| Italien            | 4    | –    | –    | –    | –    |
| Kanada             | –    | –    | –    | 2    | –    |
| Japan              | 1    | 1    | 2    | 3    | 2    |
| Mexiko             | 2    | 2    | –    | 4    | 3    |
| Schweden           | 3    | –    | 4    | –    | –    |
| Südkorea           | –    | –    | 5    | –    | 6    |
| Vereinigte Staaten | –    | –    | 1    | 1    | 1    |